# Bernau am Chiemsee
Bernau am Chiemsee là một đô thị trong huyện Rosenheim bang Bayern thuộc nước Đức.